# Herzog-Linde (Wolfenbüttel)

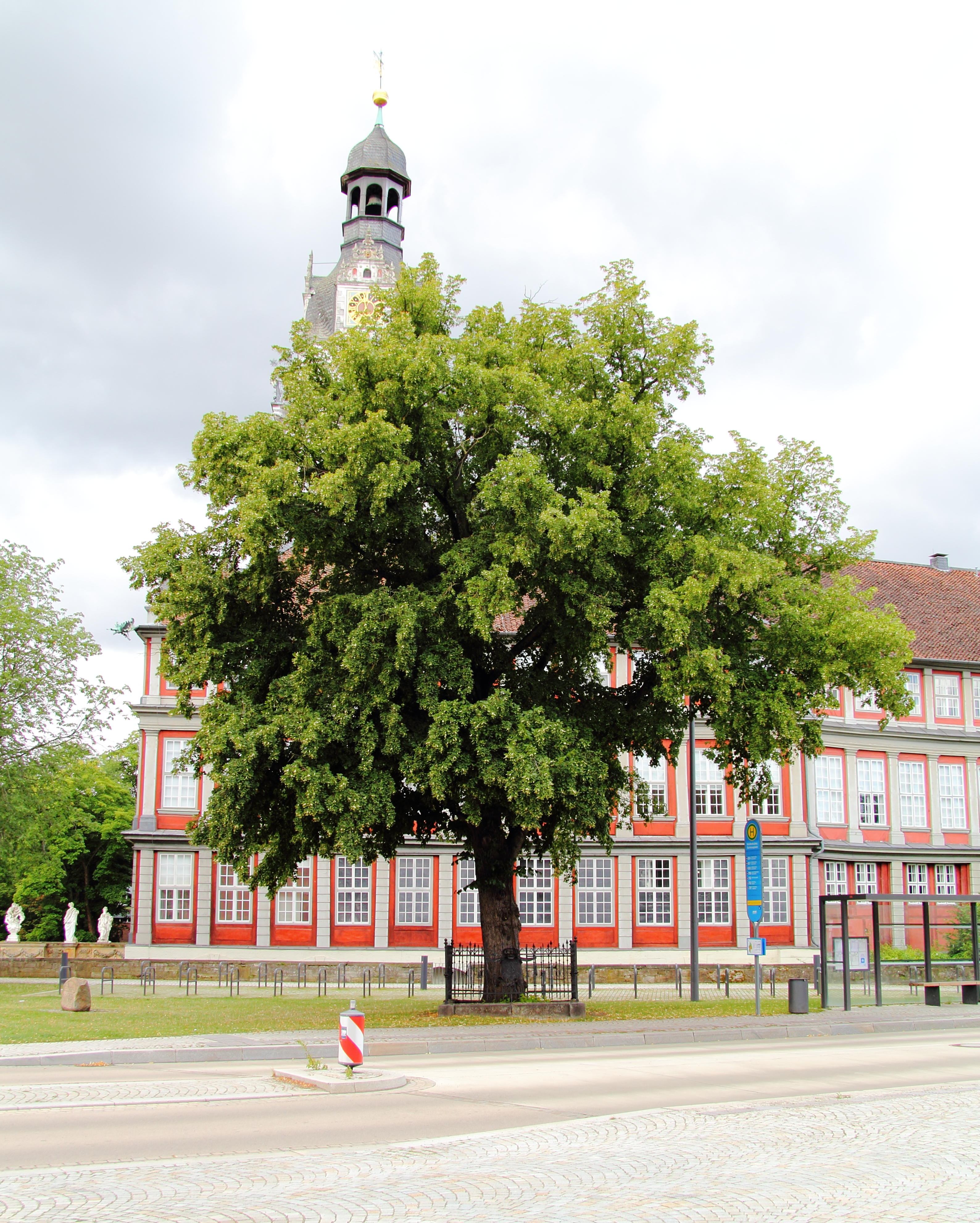
Die Herzog-Linde nach der Umgestaltung des Schlossplatzes 2021

Die Herzog-Linde ist ein Denkmal in der niedersächsischen Stadt Wolfenbüttel zur Erinnerung an Herzog Wilhelm von Braunschweig. Der Baum steht an der nordwestlichen Ecke des Schlossplatzes in unmittelbarer Nähe zum Wolfenbütteler Schloss.
Das Denkmal besteht aus einem Lindenbaum, der von einem annähernd quadratischen schmiedeeisernen Gitter umgeben ist, an dessen West-, Nord- und Ostseite drei metallene Plaketten mit Widmungstexten befestigt sind.

## Politischer Hintergrund
Das genaue Alter des Baumes ist nicht überliefert. Das Gitter wurde am 25. April 1906 im Rahmen der umfangreichen Feierlichkeiten, die anlässlich des 100. Geburtstags von Herzog Wilhelm stattfanden, eingeweiht. Stifter war die Vaterländische Vereinigung Brunonia in Wolfenbüttel. Diese Vereinigung wollte damit ihre Verehrung für das Herrscherhaus der Welfen und ihr Streben nach Eigenständigkeit des Herzogtums Braunschweig gegenüber dem Königreich Preußen und dem neuen deutschen Nationalstaat zum Ausdruck bringen.
Der Anlass war die Tatsache, dass Herzog Wilhelm im Jahre 1884 ohne legitimen Erben als letzter Welfe aus dem Hause Braunschweig verstorben war. Nach den Gepflogenheiten des Welfenhauses hätte die hannoversche Linie den Braunschweiger Thron beerben müssen. Diese Familienlinie befand sich jedoch nach dem verlorenen Krieg von 1866 im österreichischen Exil und im Streit mit Preußen. Nach allgemeiner Auffassung hätte Preußen eine derartige Thronfolge nicht akzeptiert und das Herzogtum Braunschweig annektiert, wie das bereits 1866 mit dem Königreich Hannover passiert war. Aus pragmatischen Gründen wurde das Herzogtum Braunschweig ab 1885 von Prinzregenten aus Preußen und Mecklenburg regiert, was nicht alle Untertanen befürworteten (siehe Herzogtum Braunschweig#Regentschaften). Die Vaterländische Vereinigung Brunonia, gegründet in Wolfenbüttel 1895, galt als ein Sammelbecken der Unzufriedenen. Beamten und Militärs des Herzogtums war es deshalb ab 1897 verboten, dieser als staatsgefährdend eingestuften Vereinigung beizutreten.

## Gestaltung des Gitters

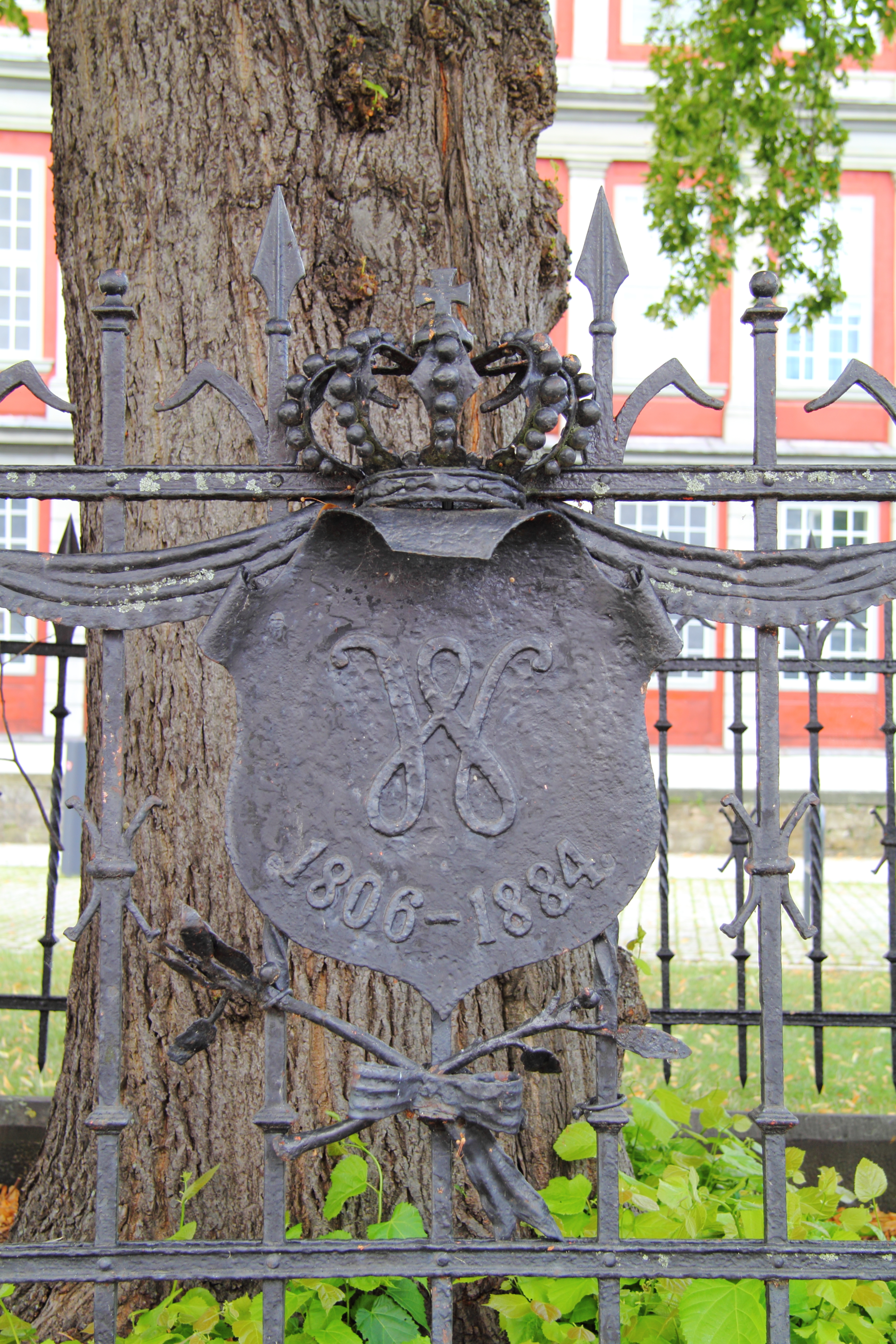
Wappenschild an der Nordseite des Gitters
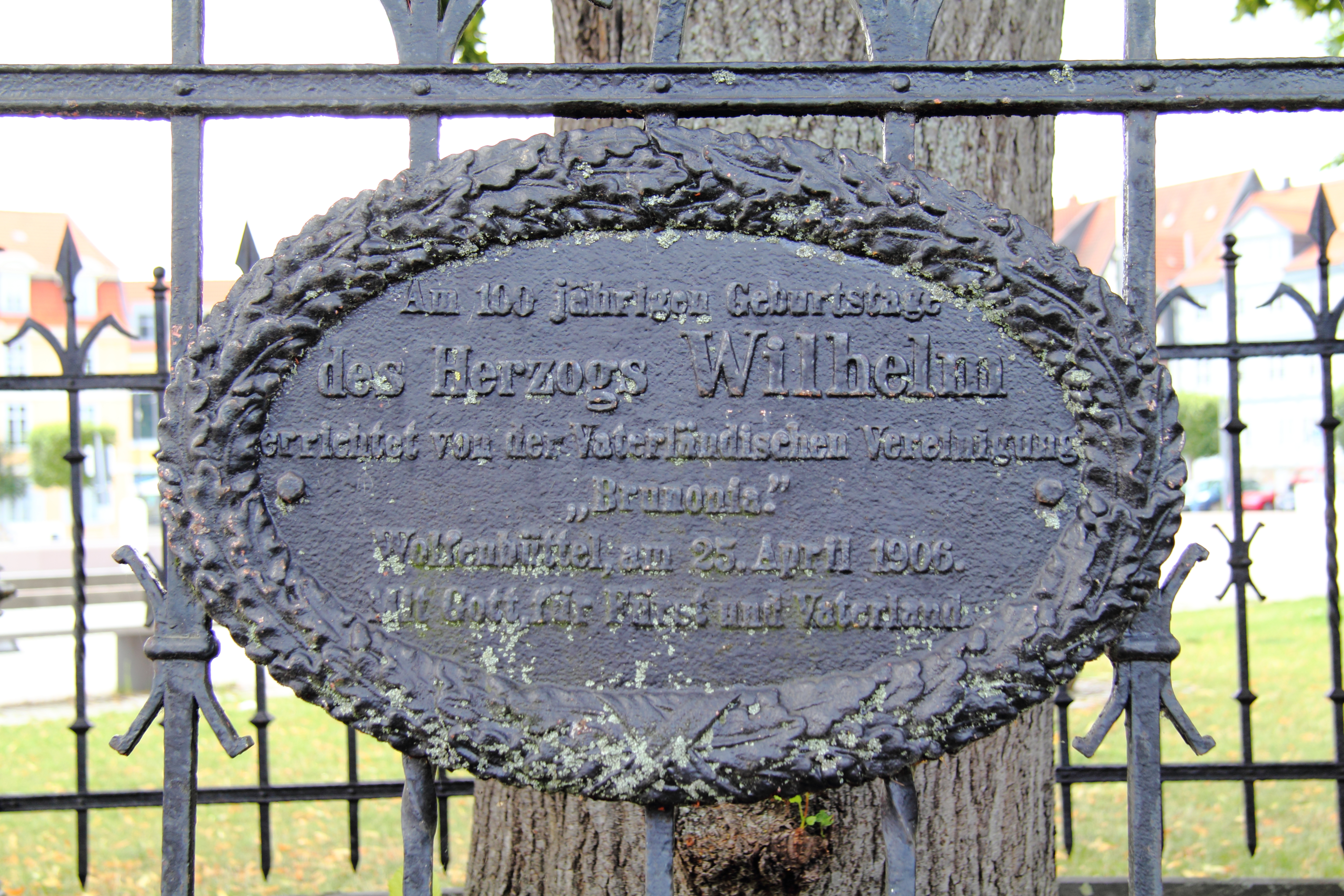
Plakette an der Westseite des Gitters
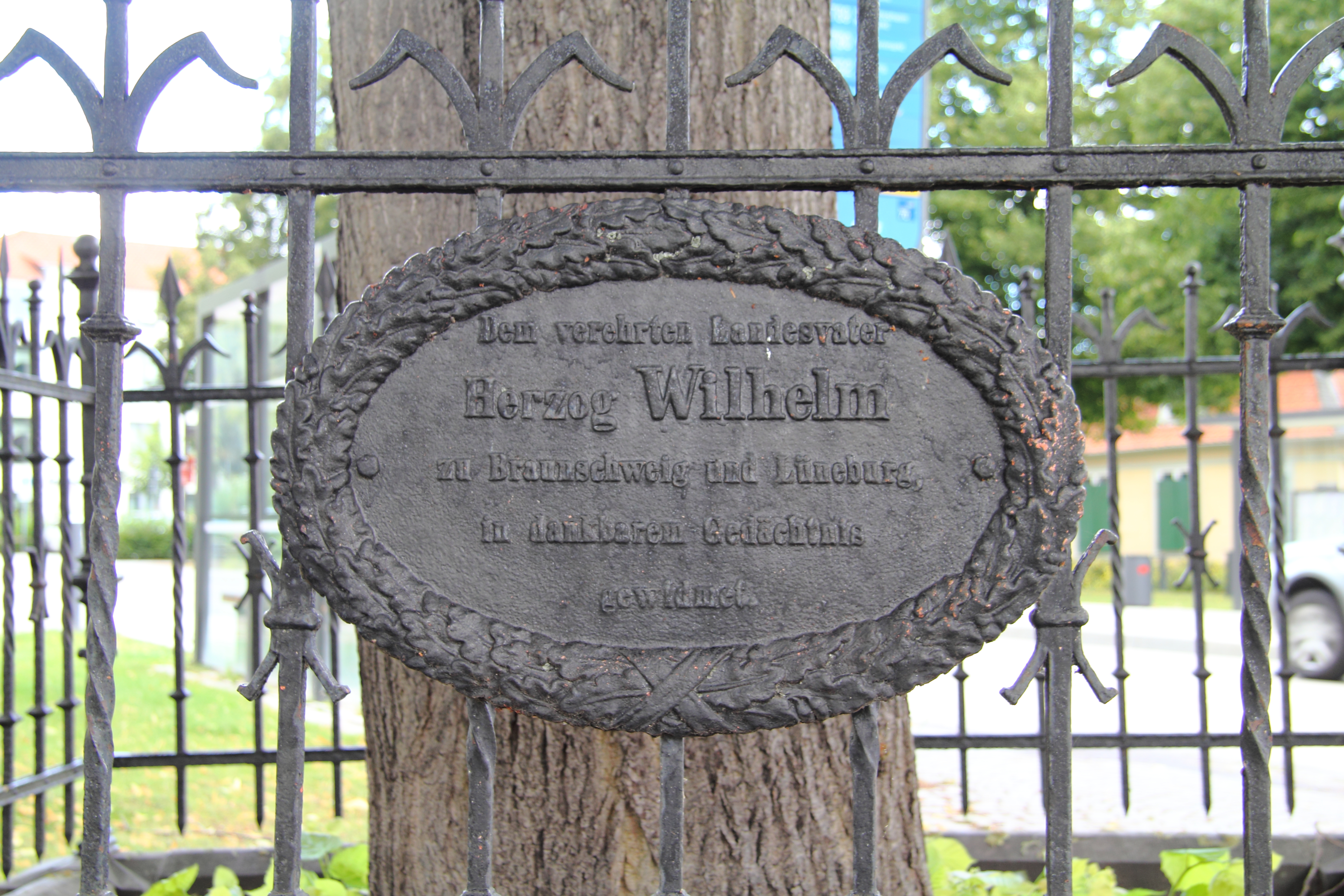
Ostseite des Gitters

### Nordseite
An der nördlichen Seite des Gitters ist ein Wappenschild aus Metall befestigt, der in der Mitte einen verschnörkelten Initialbuchstaben „W“ für „Wilhelm“ (siehe Monogramm) zeigt, darunter kleiner die Jahreszahlen „1806-1884“, die Lebensdaten Wilhelms. Über dem Wappenschild befindet sich eine annähernd vollplastisch ausgeführte schmiedeeiserne Herzogskrone.

### Westseite
An der Westseite hängt eine gusseiserne, elliptische, mit einer Eichenlaubverzierung umkränzte Schrifttafel:
Am 100 jährigen Geburtstage
des Herzogs Wilhelm
errichtet von der Vaterländischen Vereinigung
Brunonia.
Wolfenbüttel, am 25. April 1906.
Mit Gott für Fürst und Vaterland

### Ostseite
Die Ostseite zeigt in ähnlicher Ausführung wie auf der Westseite ebenfalls eine Schrifttafel:
Dem verehrten Landesvater
Herzog Wilhelm
zu Braunschweig und Lüneburg,
in dankbarem Gedächtnis
gewidmet.

## Rezeption
Die Herzog-Linde führt unter den Wolfenbütteler Denkmälern trotz ihres prominenten Standortes zwischen Schloss und Bibliotheksquartier ein Schattendasein und wird in Reiseführern und Kunstbeschreibungen selten als Wolfenbütteler Sehenswürdigkeit erwähnt. Der frühere Wolfenbütteler Bibliotheksdirektor Paul Raabe nennt sie in seinem 1997 erschienenen Buch „Spaziergänge durch Lessings Wolfenbüttel“ ein „vergessenes Denkmal“. Mehr Sichtbarkeit erfährt sie durch die Umgestaltung des Wolfenbütteler Schlossplatzes 2020/2021, der zahlreiche Bäume, Zierpflanzen und Rasenflächen zum Opfer gefallen sind. Die Herzog-Linde tritt nun als verbliebenes Relikt deutlicher hervor.